# Lijst van christelijke media
Deze lijst van christelijke media bevat namen van christelijke media, uitgeverijen, kranten, tijdschriften en radio- en televisiemedia. 

## Christelijke media in Nederland en Vlaanderen

### Christelijke internetpagina's
- Het Spurgeon Archief, een website die het leven, de nalatenschap en de bibliotheek van Charles Haddon Spurgeon inzichtelijk maakt.
- Christipedia.nl, online encyclopedie gericht op christenen
- OntdekGod.nl, Christelijke website voor alle denominaties
- Credible.nl, Algemeen jongerenwebsite
- Goedgelovig.nl, satirische website, gestopt in 2014
- Refoweb, Reformatorische jongerenwebsite
- ChristelijkNieuws.nl, christelijk nieuws
- Kwebler, christelijk social media platform
- Humbl, christelijk social media platform

### Christelijke kranten en tijdschriften
- Bewaar het Pand, blad voor de conservatieve flank van de Christelijke Gereformeerde Kerken
- Het Blauwe Boekje, tweemaandelijks tijdschrift van de basiliek in Sittard, sinds1869 uitgegeven door de Aartsbroederschap Onze Lieve Vrouw v/h Heilig Hart
- BimBam, christelijk kinderblad
- Charisma, christelijk lifestyleblad
- De Christen, blad van de Baptistengemeenten, gestopt in 2006 en opgevolgd door het blad baptisten.nl
- Confessioneel, blad voor de Confessionele Vereniging in de Protestantse Kerk in Nederland
- De Nieuwe Koers, opinie- en lifestyleblad
- Diaconie Magazine, vakblad voor diakenen in protestantse kerken
- Don Bosco Vlaanderen, tijdschrift van Don Boscobeweging in Vlaanderen
- Don Bosco NU, tijdschrift van Don Boscobeweging in Nederland
- Elisabeth magazine, tweewekelijks tijdschrft
- EWTN Lage Landen, dagelijks nieuws over de Kerk der Eeuwen voor Nederland en Vlaanderen
- Friesch Dagblad (voorheen gericht op de Gereformeerde Kerken in Nederland)
- Gezinsgids, reformatorisch gezinsblad
- Het Gekrookte Riet, blad voor de rechterflank van de Gereformeerde Bond
- De Goede Herder, tijdschrift voor kinderen, uitgegeven door In de Ruimte
- HebbeZ!, muziekblad, gestopt in 2009.
- BEAM Magazine, jongerenblad van de Evangelische Omroep
- Katholiek Nieuwsblad
- Kerk & Leven, een katholiek weekblad
- Kerkmagazine, vakblad voor kosters en beheerders
- Kontekstueel, tijdschrift voor 'gereformeerd belijden nú'
- LEAP, gratis christelijke studentenkrant, gestopt in 2011
- Levensstroom, tijdschrift van Stichting De Levensstroom
- Middelares en Koningin, maandelijks katholiek tijdschrift over Maria, uitgegeven door de montfortanen
- Nederlands Dagblad, landelijke krant
- Opbouw, uitgave binnen de Nederlands Gereformeerde Kerken
- De Oogst, maandblad van Tot Heil des Volks
- Opwekking Magazine, tijdschrift van Stichting Opwekking
- Reformatorisch Dagblad, landelijke krant
- Reveil, interkerkelijk maandblad uitgegeven door de Stichting Reveil
- De Saambinder, tweewekelijks blad van de Gereformeerde Gemeenten
- Soφie, tijdschrift van de Stichting voor Christelijke Filosofie en de Evangelische Hogeschool
- Terdege
- Tertio
- Uitdaging, evangelische nieuwskrant
- Visie, omroepblad van de Evangelische Omroep
- Vrij zijn, tijdschrift van de Stichting Geboren om vrij te zijn, gericht op christelijk bevrijdingspastoraat, onder redactie van Wilkin van de Kamp
- De Waarheidsvriend, blad voor de Gereformeerde Bond in de Protestantse Kerk in Nederland
- Weet Magazine, christelijk wetenschappelijk tijdschrift
- Wapenveld, tijdschrift van de RRQR, de reünistenvereniging van de CSFR
- De Wekker, uitgave van de Christelijke Gereformeerde Kerken
- De Wachter Sions, tweewekelijks blad van de Gereformeerde Gemeenten in Nederland
- Het Zoeklicht, tijdschrift dat zich vooral richt op Bijbelse profetie

### Christelijke radio en televisie
- Bright FM
- Christelijke Radio Omroep (CRO)
- Christ Channel
- Evangelische Omroep
- Family7
- Groot Nieuws Radio
- Interkerkelijke Omroep Nederland (IKON)
- Katholieke Radio Omroep (KRO)
- Katholieke Televisie- en Radio-Omroep
- Nederlandse Christelijke Radio Vereniging (NCRV)
- New Faith Network
- Radio Maria Nederland
- Radio Spes
- Radio Télévision Catholique Belge
- Rebecca Radio (We Believe)
- Reformatorische Omroep (zendt alleen uit via internet)
- Rooms-katholiek Kerkgenootschap (RKK)
- Seven FM (in 2015 overgenomen door Groot Nieuws Radio)
- Zendtijd voor Kerken

### Christelijke uitgevers
- Archippus Boeken
- Ark Media
- Bread of Life
- Buijten & Schipperheijn
- Boekencentrum Uitgevers
- DPM Nederland
- Carmelitana
- Colomba
- Cross Light Media
- Gideon
- Grace Publishing House
- Highway Media
- De Hoop Publishing
- Importantia Publishing
- Inside Out Publishers
- Inspirit Media (sinds 2011 onderdeel van Jongbloed BV)
- Halewijn
- Uitgeverij Johannes Multimedia
- Kok Kampen
- Koinonia Uitgeverij
- Licap
- Navigator Boeken
- Public Transformation
- Royal Jongbloed
- Solide boeken
- Telos
- Uitgeverij Medema (sinds 2009 onderdeel van Jongbloed BV)
- Uitgeverij Timotheüs
- Uitgeverij Van Wijnen
- Scholten Uitgeverij
- Teologia

### Overkoepelende media
- Reformatorischeboeken.nl
- Awex, een christelijke internetpublisher
- Christian Media
- Erdee Media Groep

### Voormalig christelijke media
- Gazet van Antwerpen
- De Standaard
- Trouw
- Het Volk
- De Volkskrant
- VPRO

## Christelijke media buiten Nederland en Vlaanderen

### België
- Dimanche

### Ecuador
- HCJB Global

### Frankrijk
- La Croix (dagblad)
- KTO (televisiezender)
- RCF (Radios Chrétiennes en France)

### Vaticaan
- CTV (televisie)
- L'Osservatore Romano (krant)
- Radio Vaticana (radio)
- Vatican Media
- Vatican News (online)

### Verenigde Staten
- Christianity Today (krant)
- EWTN (televisiezender)
- Trans World Radio